# 雄雄寺
雄雄寺（又名香雄寺），位于中国西藏自治区日喀则市南木林县南木林镇南恰沃（恰娃村）村，是一座藏传佛教香巴噶举派寺院，也是香巴噶举派的祖寺。

## 简介
香巴噶举派是藏传佛教教派之一，与达布噶举派属于噶举派的两大支。香巴噶举派由凯珠·琼波南觉创建。尼古玛、苏喀斯迪二人在该教派形成过程中起过关键作用。该派因其根本道场雄雄寺在“香”地，其教法口耳相传，故称“香巴噶举”。该派发展早期，曾出现过“七宝法统”的传承；后来分裂成以香敦大师兴建的甲寺、凯尊·循努珠修建的桑顶寺为标志的甲巴、桑顶两大世系。再后来，该教派又出现了以唐东杰布和觉囊·多罗那他为代表的两个较重要的世系。香巴噶举派始终未能掌握地方政权，也未与地方势力间建立适当关系，发展中不断生出诸多支系，自身组织涣散，未形成系统且实用的传承体系，故逐渐衰落。
雄雄寺（又称香雄寺）位于南木林县城附近，耸立在香曲河东岸的一个山坡上。雄雄寺是香巴噶举派的祖寺。该寺创建者琼波南觉也是香巴噶举派的创始人。琼波南觉（约900年－1140年），曾多次赴印度求法。在印度他的上师很多，其中两位女性对他影响最大，一位是号称空行母的尼古玛，她传授了后来成为香巴噶举派根本大法的“尼古六法”，琼波南觉便是在“尼古六法”基础上创建了不同于藏传佛教其他教派的香巴噶举派；另一位是琼波南觉的女上师苏喀斯迪，琼波南觉曾经说：“我的根本上师有四位，其中恩情深重的上师是苏喀斯迪……。”
琼波南觉是今拉萨尼木县人。最初他在拉萨河一带建造了一座小寺庙。后来，他西行来到香曲河流域，兴建了以雄雄寺为首的108座寺庙，这才声名鹊起。后来，他被人们尊称为“喇嘛香巴”，他创立的教派也因为在香曲河流域（古称“香”地），故称“香巴噶举”。
2008年至2010年间，第三世拉则江贡.桑吉华旦仁波切对雄雄寺进行了重建，使之恢复了辉煌庄严的面貌，重新成为传承香巴噶举派教法的道场。其间，2009年，南木林县雄雄寺民主管理委员会对雄雄寺主体工程进行了招标。新修复的雄雄寺，拥有宽敞明亮的大殿，精美的佛像在周围灯光下熠熠生辉。大殿中央供奉着琼波南觉像。
有关雄雄寺（又称香雄寺）建设的过程详见“祖庭的光辉——香雄金刚座佛旭再现 （页面存档备份，存于）”